# Florent Dumontet de Cardaillac
Florent Dumontet de Cardaillac (* 8. Februar 1749 in Saint-Méard; † 5. September 1794 in Port-des-Barques) war ein französischer römisch-katholischer Priester und Märtyrer. Er wurde 1995 seliggesprochen.

## Leben
Florent Dumontet (oder du Montet) de Cardaillac stammte aus einer im 16. Jahrhundert in den Adelsstand aufgestiegenen Familie und war ein jüngerer Sohn des Marquis de Cardaillac, Alphonse Louis Dumontet, und seiner Frau Marcelle d’Échizadour. Er wurde 1749 in Échizadour in der Gemeinde Saint-Méard im Département Haute-Vienne geboren. Nach seiner Priesterweihe war er Domherr und Generalvikar der Diözese Castres und Beichtvater des Grafen der Provence (ältester Bruder König Ludwigs XVI. und späterer König Ludwig XVIII.) und seiner Frau Maria Josepha von Savoyen.
Da er den nach den antiklerikalen Reformen von den Priestern geforderten Eid auf die Zivilverfassung für den Klerus nicht leisten wollte, verlor er 1792 seine Ämter und zog sich zu seiner Familie zurück. Während der Schreckensherrschaft wurde er 1793 in Limoges verhaftet und interniert. Seine Familie verhandelte mit den Revolutionsbehörden über seine Freilassung, hatte aber wegen seiner Nähe zum Königshof keinen Erfolg. Im Frühjahr 1794 wurde er mit Hunderten weiterer Priester nach Rochefort deportiert und auf dem Gefängnisschiff Les Deux-Associés festgehalten. Während der Gefangenschaft kümmerte er sich dort besonders um die Kranken in dem provisorischen Lazarett, das im Sommer 1794 auf der damals Citoyenne genannten Insel vor Rochefort (heutige Île Madame) eingerichtet worden war, bis er am 5. September 1794 selbst an den Folgen der unmenschlichen Haftbedingungen und  seiner aufopferungsvollen Arbeit für die Kranken starb. Er wurde auf der Île Madame begraben.
Papst Johannes Paul II. sprach ihn 1995 mit der Gruppe der Märtyrer von Rochefort selig.